# Ninja (Six Flags Magic Mountain)
Ninja in Six Flags Magic Mountain (Valencia, Kalifornien, USA) ist eine Stahlachterbahn vom Modell Suspended Coaster des Herstellers Arrow Dynamics, die am 21. Mai 1988 eröffnet wurde.
Zusammen mit Vortex in Canada’s Wonderland hält sie zurzeit (Stand: Oktober 2023) den Rekord für den schnellsten Suspended Coaster weltweit.

## Züge
Ninja besitzt drei Züge mit jeweils sieben Wagen. In jedem Wagen können vier Personen (zwei Reihen à zwei Personen) Platz nehmen. Die Fahrgäste müssen mindestens 1,07 m groß sein, um mitfahren zu dürfen. Als Rückhaltesystem kommen Schulterbügel zum Einsatz. Die Gondeln der Züge können um maximal 55° zu jeder Seite ausschlagen (Gesamtwinkel 110°).

## Unfall
Am 30. August 2008 wurde ein 20-jähriger Mann verletzt, als er über mehrere Sicherheitszäune kletterte, um einen verlorenen Hut zu holen. Dabei wurde er von einem Zug erfasst.
Am 7. Juli 2014 ist ein Ast von einem Baum auf die Schienen gefallen, wodurch eine Wagengarnitur mit zwei Dutzend Personen auf der Strecke verkeilt steckenblieb. Vier Personen wurden verletzt, die Rettung der Personen aus 7 m Höhe mit Teleskopsteigern der Feuerwehr dauerte wegen der Hanglage mehrere Stunden.